# Godwin af Wessex
Godwin af Wessex (oldengelsk Godƿin) (død 15. april 1053), søn af Wulfnoth Cild, var en af de mest magtfulde jarler i England under den danske konge Knud den Store og hans efterfølgere. Knud gjorde ham til den første jarl af Wessex. Godwin var far til kong Harold Godwinson, Toste Godwinson og Edith af Wessex, hustru til kong Edward Bekenderen.
Han blev gift med Gyda Thorgilsdatter, datter af Thorgils Sprakeleg.